# Cagayan de Oro
Cagayan de Oro – miasto portowe na Filipinach, na wyspie Mindanao. W 2010 r. miasto to na powierzchni 488,86 km² zamieszkiwało 602 088 osób. W tym mieście rozwinął się przemysł spożywczy, przetwórniczy.

## Miasta partnerskie
- Tainan, Republika Chińska
- Harbin, Chińska Republika Ludowa
- Norfolk, Stany Zjednoczone
- Butuan, Filipiny